# Чинаљо
Чинаљо (итал. Cinaglio) је насеље у Италији у округу Асти, региону Пијемонт.
Према процени из 2011. у насељу је живело 290 становника. Насеље се налази на надморској висини од 254 м.

## Становништво
Према резултатима пописа становништва 2011. у општини је живело 455 становника.
| 1936. | 1951. | 1961. | 1971. | 1981. | 1991. | 2001. | 2011. |
| ----- | ----- | ----- | ----- | ----- | ----- | ----- | ----- |
| 860   | 654   | 533   | 451   | 429   | 426   | 459   | 455   |